# Regiunea Banat

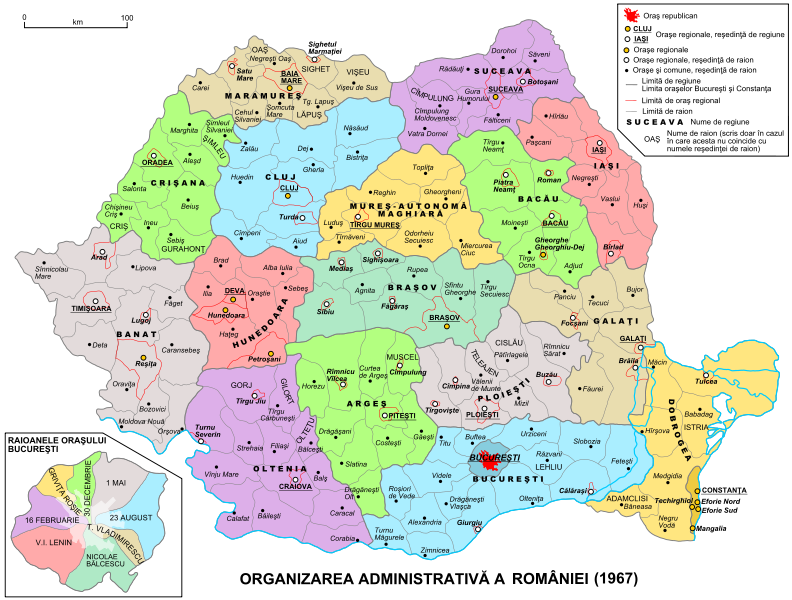
Regiunea Banat în cadrul împărțirii administrative a României (1960-1968)

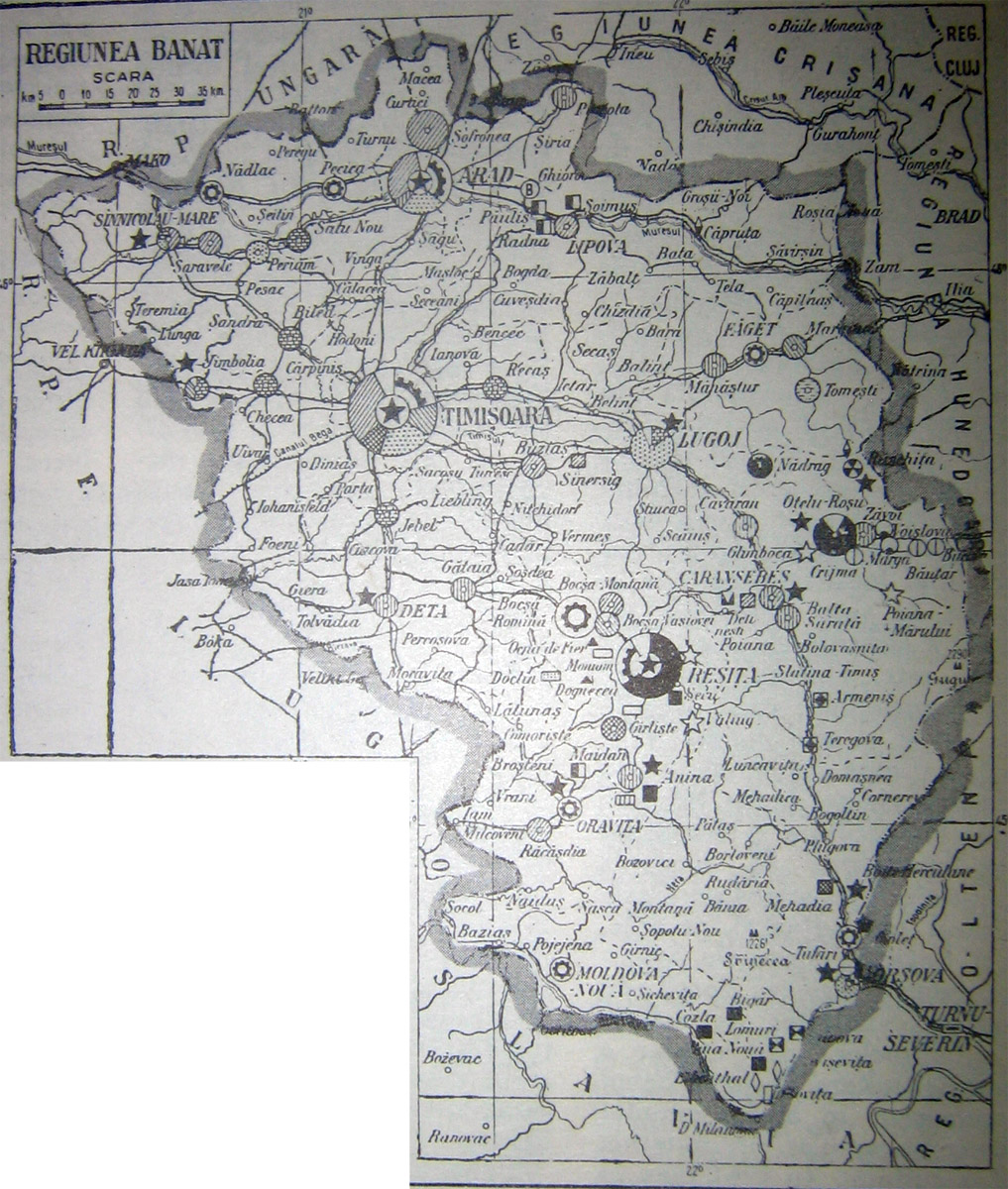
Harta Regiunii Banat

Regiunea Banat a fost o diviziune administrativ-teritorială situată în sud-vestul Republicii Populare Române. A fost înființată la reorganizarea administrativ-teritorială din 1960 din teritoriul administrativ al fostei regiuni Timișoara, precum și din teritorii ale fostei regiuni Arad. A fost desființată în 1968, când s-a revenit la împărțirea administrativ-teritorială pe județe. 

## Istoric
Reședința regiunii Banat a fost la Timișoara. Regiunea se întindea pe teritoriile actualelor județe Timiș, Caraș-Severin, o mică parte (cea din Banatul tradițional) din teritoriul județului Mehedinți și o parte din teritoriul județului Arad, inclusiv municipiul Arad, până la nord de localitățile Macea și Pâncota. Astfel, suprafața totală era de 21.000 km² și o populație totală de 1.234.340 locuitori (1961).

## Vecinii regiunii Banat
Regiunea Banat se învecina:
- 1960-1968: la est cu regiunile Hunedoara și Oltenia, la sud cu R.P.F Iugoslavia, la vest cu R.P.F Iugoslavia și Republica Populară Ungară, iar la nord cu regiunea Crișana.

## Subdiviziuni
Regiunea Banat era împărțită în 12 raioane administrative și 16 orașe, dintre care 4 aveau statut de orașe regionale (Timișoara, Reșița, Arad și Lugoj). Alte localități importante erau: Bozovici, Caransebeș, Deta, Făget, Lipova, Moldova Nouă, Oravița, Orșova, Sînnicolau Mare. Cele 321 de comune din regiune cuprindeau 601 sate.
Regiunea Banat era împărțită în raioanele: Arad, Bozovici, Caransebeș, Deta, Făget, Lipova, Lugoj, Moldova Nouă, Oravița, Orșova, Sânnicolau Mare, Timișoara, precum și orașul regional Reșița, care avea o suprafață și un număr de localități echivalente unui raion.

## Localități cu nume schimbat
La 18 decembrie 1964, prin Decretul 799, au fost făcute schimbări de nume ale unor localități. Dintre acestea: 
- Tolvădia în Livezile,
- Chizdia în Coșarii,
- Beșenova Veche în Dudeștii Vechi,
- Beșenova Nouă în Dudeștii Noi,
- Omor în Rovinița Mare,
- Omoru Mic în Rovinița Mică,
- Bașești în Begheiu Mic,
- Ciavoș în Grăniceri,
- Jadani în Cornești,
- Cacova în Grădinari[2]